# Stadionul Municipal Râmnicu Sărat
Stadionul Municipal din Râmnicu Sărat (cunoscut mai ales sub numele de Olimpia) este un stadion de fotbal, gazda meciurilor echipei CSM Râmnicu Sărat.